# Frontière entre le Cameroun et le Tchad
La frontière terrestre entre le Cameroun et le Tchad est une frontière internationale continue longue de 1094 kilomètres séparant le Cameroun et le Tchad en Afrique. 

## Tracé

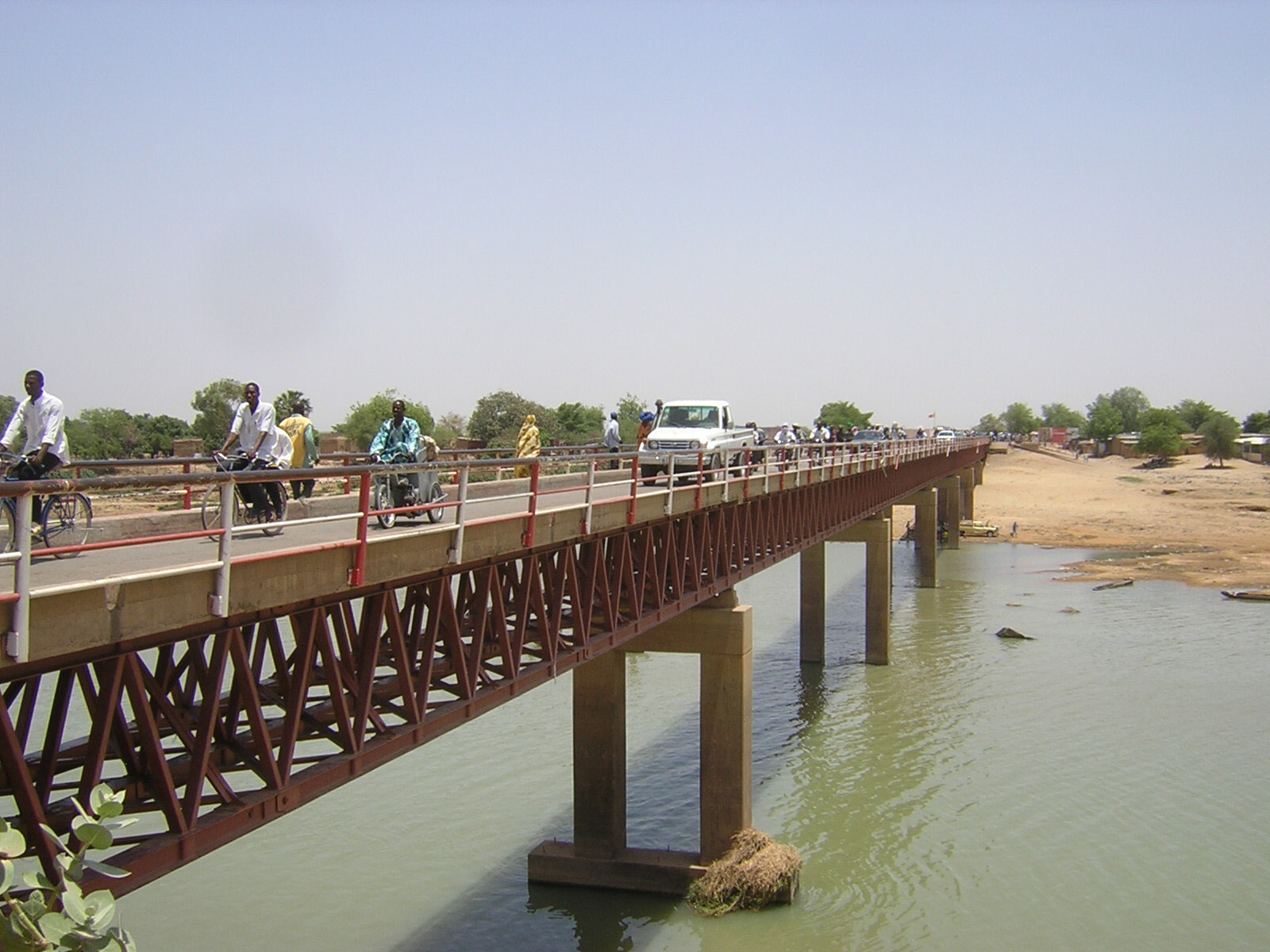
Pont de N'Gueli sur le Logone, marquant la frontière près de Kousséri

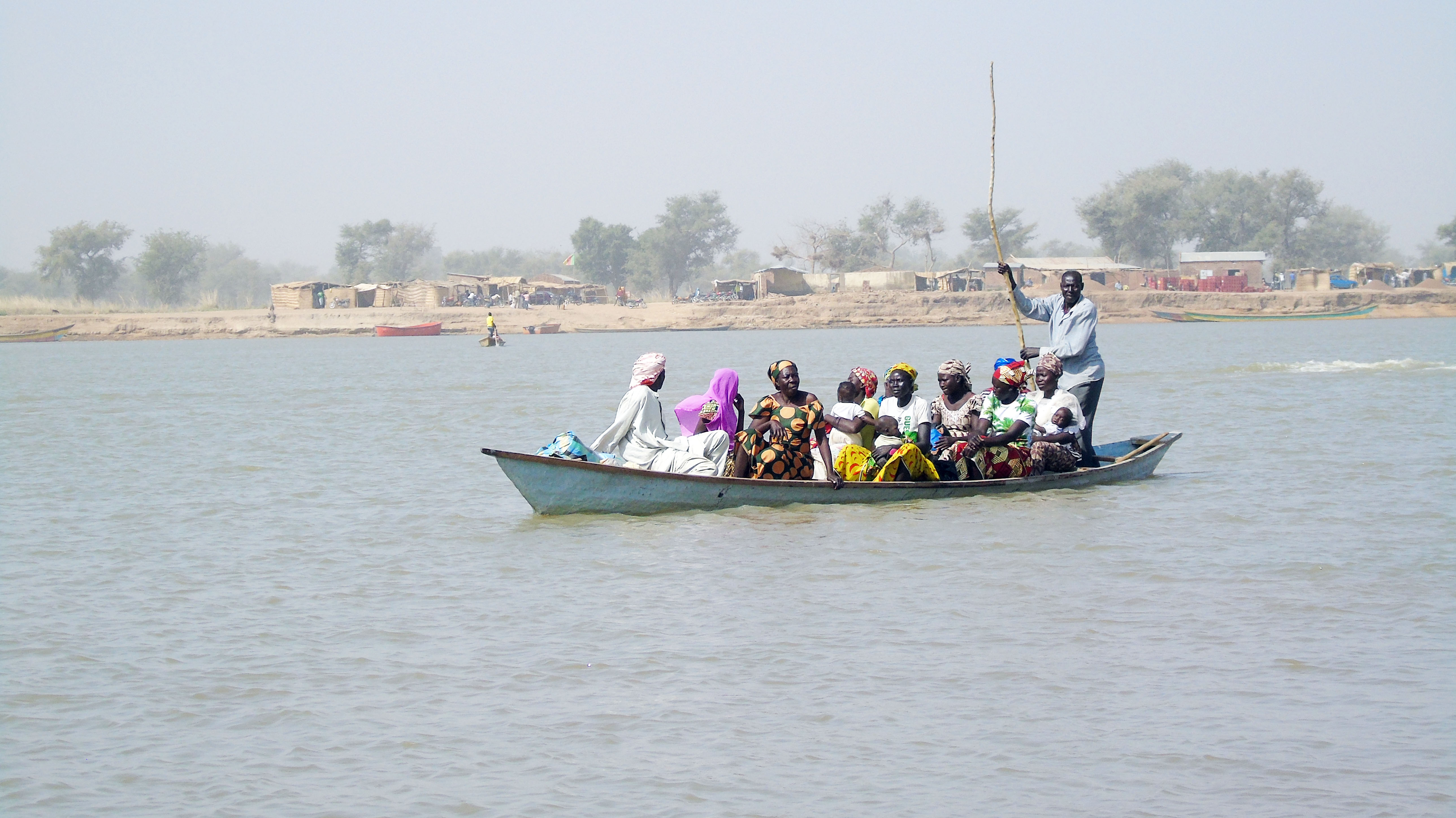
Traversée du Logone en pirogue entre Bongor (Tchad) et Yagoua (Cameroun).

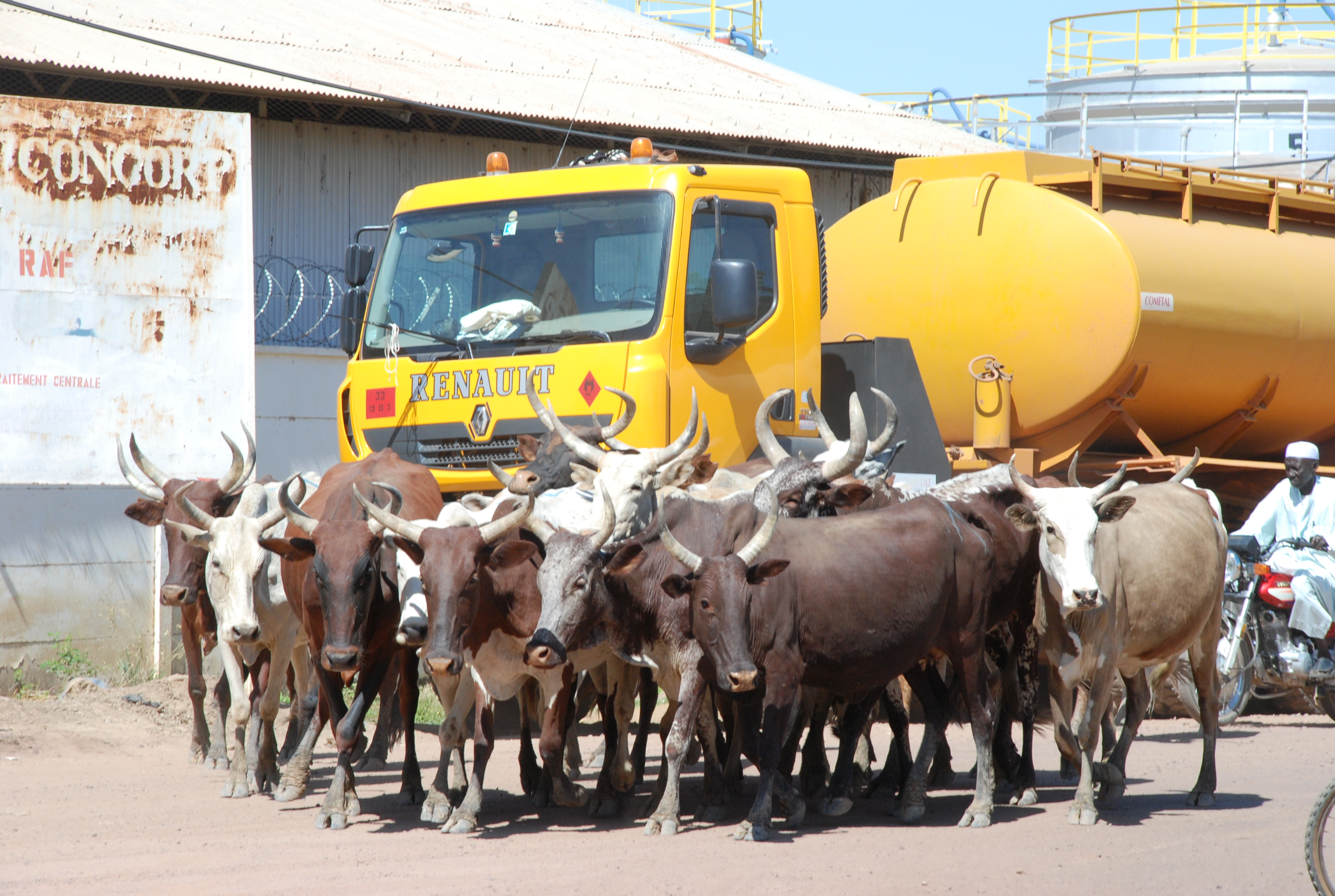
Déplacement de vaches du Tchad vers le Cameroun.